# Elasmopus dentipalmus
Elasmopus dentipalmus is een vlokreeftensoort uit de familie van de Maeridae. De wetenschappelijke naam van de soort is voor het eerst geldig gepubliceerd in 1916 door Walker.